# Torneo di Wimbledon 1981
Il Torneo di Wimbledon 1981 è stata la novantacinquesima edizione del Torneo di Wimbledon e seconda prova stagionale del Grande Slam per il 1981.
Si è giocato sui campi in erba dell'All England Lawn Tennis and Croquet Club di Wimbledon dal 22 giugno al 4 luglio 1981.

## Risultati

### Singolare maschile
John McEnroe  ha battuto in finale  Björn Borg con il punteggio di 4–6, 7–6(1), 7–6(4), 6–4.

### Singolare femminile
Chris Evert ha battuto in finale  Hana Mandlíková con il punteggio di 6–2, 6–2.

### Doppio maschile
Peter Fleming /  John McEnroe hanno battuto in finale  Robert Lutz /  Stan Smith con il punteggio di 6–4, 6–4, 6–4.

### Doppio femminile
Martina Navrátilová /  Pam Shriver hanno battuto in finale  Kathy Jordan /  Anne Smith con il punteggio di 6–3, 7–6(6).

### Doppio misto
Betty Stöve /  Frew McMillan hanno battuto in finale  Tracy Austin /  John Austin con il punteggio di 4–6, 7–6(2), 6–3.

## Junior

### Singolare ragazzi
Matt Anger ha battuto in finale  Pat Cash con il punteggio di 7–6(3), 7–5.

### Singolare ragazze
Zina Garrison ha battuto in finale  Rene Uys con il punteggio di 6–4, 3–6, 6–0.